# Hóquei sobre trenó nos Jogos Paralímpicos de Inverno de 2014
As competições de hóquei sobre trenó nos Jogos Paralímpicos de Inverno de 2014 foram realizadas no Shayba Arena, em Sóchi, entre os dias 8 e 15 de março.

## Calendário
| Março              | 8 | 9 | 10 | 11 | 12 | 13 | 14 | 15 | 16 |
| ------------------ | - | - | -- | -- | -- | -- | -- | -- | -- |
| Hóquei sobre trenó |   |   |    |    |    |    |    | 1  |    |

|  | Dia de competição |  | Dia de final |

## Medalhistas
|  | USA Estados Unidos |  | RUS Rússia |  | CAN Canadá |
|  | Tyler Carron Steve Cash Taylor Chace Declan Farmer Nikko Landeros Jen Lee Taylor Lipsett Dan McCoy Kevin McKee Adam Page Joshua Pauls Rico Roman Brody Roybal Paul Schaus Greg Shaw Joshua Sweeney Andy Yohe |  | Alexey Amosov Maxim Andriyanov Andrey Dvinyaninov Mikhail Ivanov Vladimir Kamantcev Ivan Kuznetsov Dmitrii Lisov Vladimir Litvinenko Aleksei Lysov Evgeny Petrov Ilia Popov Vadim Selyukin Konstantin Shikhov Nikolay Terentyev Ruslan Tuchin Vasilii Varlakov Ilia Volkov |  | Steve Arsenault Brad Bowden Billy Bridges Ben Delaney Adam Dixon Marc Dorion Anthony Gale James Gemmell Dominic Larocque Karl Ludwig Tyler McGregor Graeme Murray Kevin Rempel Benoit St.Amand Corbin Watson Greg Westlake Derek Whitson |

## Qualificação
| Evento                     | Data                | Local  | Vagas | Classificados                                                 |
| -------------------------- | ------------------- | ------ | ----- | ------------------------------------------------------------- |
| País-sede                  | 4 de julho de 2007  |        | 1     | RUS Rússia                                                    |
| Campeonato Mundial de 2013 | 20 de abril de 2013 | Goyang | 4     | CAN Canadá CZE República Checa NOR Noruega USA Estados Unidos |
| Qualificatória paralímpica | 26 October 2013     | Turim  | 3     | ITA Itália KOR Coreia do Sul SWE Suécia                       |

## Primeira fase
|  | Equipes classificadas às semifinais        |
|  | Equipes classificadas à fase de consolação |

Todas as partidas estão no horário local (UTC+4).

### Grupo A
| País                | J | V | VP | DP | D | GP | GS | SG  | Pts |
| ------------------- | - | - | -- | -- | - | -- | -- | --- | --- |
| CAN Canadá          | 3 | 3 | 0  | 0  | 0 | 15 | 1  | +14 | 9   |
| NOR Noruega         | 3 | 1 | 1  | 0  | 1 | 4  | 5  | −1  | 5   |
| CZE República Checa | 3 | 0 | 1  | 1  | 1 | 3  | 3  | 0   | 3   |
| SWE Suécia          | 3 | 0 | 0  | 1  | 2 | 2  | 14 | −12 | 1   |

| 8 de março | República Checa CZE | 1 – 2 (GWS)                         | NOR Noruega                         | Shayba Arena                    |
| 9:30       | M. Geier 31:17'     | (0–0, 0–1, 1–0, 0–0, 0–1) Relatório | 24:28' A. Bakke GWS' R. E. Pedersen | Árbitro: USA Johnathan Morrison |

| 8 de março | Canadá CAN | 10 – 1                    | SWE Suécia        | Shayba Arena              |
| 13:00      | B. Bridges 01:03' B. Delaney 06:42' A. Gale 12:30' 41:30' D. Larocque 13:03' 40:32' A. Dixon 26:47', 40:12' G. Murray 27:40' G. Westlake 29:45' | (4–0, 3–0, 3–1) Relatório | 35:22' P. Kasperi | Árbitro: NOR Petter Hegle |

| 9 de março | República Checa CZE              | 2 – 1 (GWS)                         | SWE Suécia     | Shayba Arena               |
| 9:30       | D. Palat 36:12' Z. Krupicka GWS' | (0–0, 0–0, 1–1, 0–0, 1–0) Relatório | 40:39' M. Holm | Árbitro: RUS Igor Samoylov |

| 9 de março | Canadá CAN                                                  | 4 – 0                     | NOR Noruega | Shayba Arena                 |
| 13:00      | D. Larocque 19:20' A. Dixon 25:34', 31:07' M. Dorion 44:38' | (0–0, 2–0, 2–0) Relatório |             | Árbitro: USA Derek Berkebile |

| 11 de março | Noruega NOR                     | 2 – 0                     | SWE Suécia | Shayba Arena           |
| 13:00       | M. Bogle 20:40' A. Bakke 34:35' | (0–0, 1–0, 1–0) Relatório |            | Árbitro: CZE Jan Vanek |

| 11 de março | Canadá CAN         | 1 – 0                     | CZE República Checa | Shayba Arena               |
| 20:00       | G. Westlake 22:33' | (0–0, 1–0, 0–0) Relatório |                     | Árbitro: RUS Igor Samoylov |

### Grupo B
| País               | J | V | VP | DP | D | GP | GS | SG  | Pts |
| ------------------ | - | - | -- | -- | - | -- | -- | --- | --- |
| RUS Rússia         | 3 | 2 | 0  | 1  | 0 | 8  | 1  | +7  | 7   |
| USA Estados Unidos | 3 | 2 | 0  | 0  | 1 | 9  | 3  | +6  | 6   |
| ITA Itália         | 3 | 1 | 0  | 0  | 2 | 3  | 13 | −10 | 3   |
| KOR Coreia do Sul  | 3 | 0 | 1  | 0  | 2 | 4  | 7  | −2  | 2   |

| 8 de março | Estados Unidos USA                                                           | 5 – 1                     | ITA Itália        | Shayba Arena            |
| 16:30      | D. Farmer 13:45' B. Roybal 26:12', 40:18' J. Sweeney 33:04' P. Schaus 44:55' | (1–0, 1–0, 3–1) Relatório | 43:34' F. Planker | Árbitro: CAN Paul Boese |

| 8 de março | Rússia RUS                          | 2 – 3(GWS)                          | KOR Coreia do Sul                       | Shayba Arena                 |
| 20:00      | V. Varlakov 14:19' E. Petrov 29:03' | (1–0, 1–1, 0–1, 0–0, 0–1) Relatório | 29:24', GWS' Han M.-S. 32:12' Cho B.-S. | Árbitro: USA Derek Berkebile |

| 9 de março | Estados Unidos USA                     | 3 – 0                     | KOR Coreia do Sul | Shayba Arena           |
| 16:30      | T. Chace 00:57' A. Page 11:51', 29:29' | (2–0, 1–0, 0–0) Relatório |                   | Árbitro: CZE Jan Vanek |

| 9 de março | Rússia RUS | 7 – 0                     | ITA Itália | Shayba Arena                    |
| 20:00      | I. Popov 12:04' A. Amosov 18:03' A. Amosov 18:03' A. Dvinyaninov 22:01', 26:25', 31:20' V. Litvinenko I. Volkov 38:38' | (1–0, 4–0, 2–0) Relatório |            | Árbitro: USA Johnathan Morrison |

| 11 de março | Coreia do Sul KOR | 1 – 2                     | ITA Itália                        | Shayba Arena            |
| 9:30        | Jung S.-H. 35:06' | (0–1, 0–0, 1–1) Relatório | 09:55' A. Macri 35:53' F. Planker | Árbitro: CAN Paul Boese |

| 11 de março | Estados Unidos USA | 1 – 2                     | RUS Rússia                         | Shayba Arena               |
| 16:30       | A. Page 34:35'     | (0–1, 0–0, 1–1) Relatório | 11:57' I. Volkov 17:37' K. Shikhov | Árbitro: RUS Igor Samoylov |

## Fase de consolação

### Decisão do 5º ao 8º lugar
| 12 de março | Itália ITA                                           | 3 – 2 (OT)                  | SWE Suécia                | Shayba Arena                 |
| 16:00       | G. Rosa 33:00' G. Leperdi 42:45' G. Cavaliere 50:28' | (0-1,0-1,2-0,1-0) Relatório | 13:58', 29:00' P. Kasperi | Árbitro: USA Derek Berkebile |

| 12 de março | República Checa CZE              | 2 – 0                   | KOR Coreia do Sul | Shayba Arena               |
| 20:00       | J. Berger 18:27' T. Kvoch 40:04' | (0–0,1–0,1–0) Relatório |                   | Árbitro: RUS Igor Samoylov |

### Decisão do 7º lugar
| 14 de março | Coreia do Sul KOR                   | 2 – 0                     | SWE Suécia | Shayba Arena           |
| 13:00       | Jang D.-S. 10:06' Jung S.-H. 18:16' | (1-0, 1-0, 0-0) Relatório |            | Árbitro: CZE Jan Vanek |

### Decisão do 5º lugar
| 14 de março | República Checa CZE                        | 3 – 0                     | ITA Itália | Shayba Arena              |
| 20:00       | D. Safranek 31:34' M. Geier 43:04', 44:48' | (0-0, 0-0, 3-0) Relatório |            | Árbitro: NOR Petter Hegle |

## Fase final

### Semifinais
| 13 de março | Rússia RUS                                                            | 4 – 0                   | NOR Noruega | Shayba Arena                     |
| 13:00       | D. Lisov 05:40' A. Amosov 12:55' N. Terentyev 34:27' E. Petrov 44:23' | (2-0,0-0,2-0) Relatório |             | Árbitro: USA Jonhnathan Morrison |

| 13 de março | Canadá CAN | 0 – 3                   | USA Estados Unidos                       | Shayba Arena            |
| 20:00       |            | (0–2,0–1,0–0) Relatório | 09:12', 14:04' D. Farmer 19:55' J. Pauls | Árbitro: CAN Paul Boese |

### Decisão do 3º lugar
| 15 de março | Canadá CAN                                 | 3 – 0                   | NOR Noruega | Shayba Arena                    |
| 13:00       | B. Bowden 15:30' B. Bridges 17:22', 21:42' | (0–0,3–0,0–0) Relatório |             | Árbitro: USA Johnathan Morrison |

### Final
| 15 de março | Estados Unidos USA | 1 – 0                   | RUS Rússia | Shayba Arena            |
| 20:00       | J. Sweeney 24:28'  | (0–0,1–0,0–0) Relatório |            | Árbitro: CAN Paul Boese |

## Classificação final
| Pos.   | País                |
| ------ | ------------------- |
| Ouro   | USA Estados Unidos  |
| Prata  | RUS Rússia          |
| Bronze | CAN Canadá          |
| 4      | NOR Noruega         |
| 5      | CZE República Checa |
| 6      | ITA Itália          |
| 7      | KOR Coreia do Sul   |
| 8      | SWE Suécia          |